# Bazilika sv. Martina, Bonn
Bonnski Münster (nemško: Bonner Münster), tudi bazilika svetega Martina je rimskokatoliška cerkev v Bonnu. To je ena najstarejših nemških cerkva, ki je bila zgrajena med 11. in 13. stoletjem. Nekaj časa je cerkev služila kot stolnica za nadškofijo Köln. Thumbster je zdaj manjša bazilika (basilica minor).

## Zgodovina
Oltarji za rimska bogova kot sta Mercurius Gebrinius in Matronae Aufaniae, ki sta na območju cerkve, kažeta da je bilo v rimskih časih mesto čaščenja na mestu, na katerem je bila kasneje zgrajena cerkev. Grobovi, grobnice in rimska cella memoriae, spominska obeležja kažejo na obstoj majhne nekropole, ki je obstajala tu že od 2. stoletja. Cella memoriae je pollesena zgradba in je imela notranje kamnite klopi in dve mizi. Tu so bili mrtvi najbrž na kultnem obroku.
Okoli sredine 6. stoletja je bila na tem mestu zgrajena dvorana, 13,70 metra dolga in 8,80 metra široka zgradba. Že v času gradnje ali kmalu po tem je bil v novi pravokotni dvorani opravljen prvi pokop v ploščat grob. Lokacija najstarejše grobnice je bila označena s križcem barvne ploščice na marmorju. Tukaj so bili pokopani Merovingi. Prvi grobovi so značilni po izdelavi oblike, bogatih in delno uvoženih darilih in seveda po njihovem položaju. Drugi pokopi v zgradbi in na prostem so potekali kasneje.
Do konca 7. stoletja so se v bližnji zgradbi naselili kleriki in verjetno je tukaj živel opat Giso in diakon, ki sta omenjena v najstarejšem pisnem viru o zgradbah na mestu münstra iz okoli 691/92. Videz dvoranske zgradbe je bil spremenjen z dodajanjem in obnavljanjem. Na koncu 8. stoletja je sledila nadaljnja obnova in nova dela. 787/88 je omenjen atrij. S tem se je končala arhitekturna zgodovina te zgradbe.
Zgradba je bila v srednjem veku uporabljena kot grobnica mučencev Kasija in Florencija. Z ustanovitvijo Kasijeve opatije v karolinški dobi ob koncu 8. stoletja, je bila na tem mestu zgrajena kolegijska cerkev sv. Kasija in Florencija.

### Kasij in Florencij
Prva cerkev je bila kolegijska cerkev svetnikov Kasija in Florencija, ki sta bila rimska legionarja legendarne vsekrščanske Tebanske legije. Legijska posadka je bila po legendi iz egiptovskega mesta Tebe. Rimski cesar  Maksimijan Herculius (latinsko Marcus Aurelius Valerius Maximianus Herculius Augustus) je odredil legiji pohod do Galije da bi pomagala pri obvladovanju upornikov iz  Burgundije. Na nekem trenutku pohoda je legija zavrnila, da bi sledila cesarjevemu ukazu in bodisi ubila kristjane ali častila Maksimijana kot boga. Rezultat je bilo veliko število legionarjev mučenikov v Agaunum, danes Saint Maurice-en-Valais po Saint Maurice. Po legendi sta bila sveti Kasij in Florencij, ki sta bila pod poveljstvom svetega Gereona, obglavljena zaradi verskega prepričanja, na sedanji lokaciji Bonnskega Münistra.

## Arhitektura
Nekdanja kolegijska cerkev je bila porušena leta 1050 in naredila prostor za novo zgradbo v romanskem slogu. Ta nova zgradba je bila ena prvih velikih cerkev v Porenju, triladijska bazilika v obliki križa.
Konstrukcija prečne ladje, ki je skoraj kvadratna, sega malo čez stranski ladji. Bazilika je imel dvojni kor: dolg kor čez triladijsko kripto na vzhodu, kjer je bila grobnica in zahodni kor tudi z grobnico. Iz zgradbe iz 11. stoletja sta bila vzhodna kripta in visoki kor ter zahodni del zgradbe ohranjena.
V kripti so trije kamniti sarkofagi in drugi grobovi. Ti grobovi so bili urejeni že pred to novo zgradbo, tako da ne sodijo pod novogradnjo. S svojo usmerjenostjo vzhod-zahod, osrednja os nove zgradbe zdaj leži prečno na grobove, kjer bi morale biti položene relikvije mučencev Kasija in Florencija in tovarišev. Leta 1166 je upravitelj Gerhard von Are relikvije prenesel v dragoceno svetišče na glavnem oltarju.
Gerhard von Are je bil tisti, ki je cerkev razširil s kornim kvadratom z dvema robnima stolpoma in bogato strukturirano vzhodno apsido. Ta razširitev je bila končana 1153. Isti upravitelj je zgradil tudi križni hodnik na južni strani cerkve.
Proti koncu 12. stoletja je bil kor križno-rebrasto obokan, leta 1200 so prečni ladji zaključili s pet-stranskimi apsidami in nad križanjem ladij postavili osmerokotno šotorasto streho okronano s stolpom. Ta stolp je zdaj visok 81,4 metrov. Nosi zvonik iz 16. stoletja.
Na začetku 13. stoletja je bila ladja ponovno predelana v prehodnem renskem slogu, povečani sta bili stranski ladji in prenovljena zahodna apsida. Točen datum ponovne otvoritve ladje je sporen med umetnostnimi zgodovinarji in se giblje od leta 1220 do 1240; na zadnje navedeno leto kaže edini verjeten vir Kronika samostana Floreffe (danes v valonskem delu Belgije), ki omenja uničenje stare ladje v požaru leta 1239.
1583-1589 in 1689 je bil münster hudo poškodovan. 1883-1889, 1934 in po zračnih napadih v drugi svetovni vojni je bila cerkev obnovljena.

## Oprema

### Notranjost
Cerkvena zgradba ima romanske in gotske elemente, pa tudi nekaj baročne opreme. Zanimiva v notranjosti sta dva marmorna oltarja (17. in 18. stoletja), bronast kip Svete Helene, tabernakelj, križni hodnik in kripta. Sedem oken v koru je ustvaril Alexander Linnemann iz Frankfurta.
- Notranjost Bonnskega Münstra
- Orgle
- Bronast kip svete Helene

### Kripta
Zahodni del kripte s svojimi kvadratnimi križnimi oboki izvira iz sredine 11. stoletja. Vzhodni del je dodal Gerhard von Are.
V kripti je svetišče, ki je bilo zgrajeno leta 1971, delo Heina Gernota in odprto za obiskovalce. Zgodovinsko svetišče so ukradli leta 1587 Martin Schenk von Nideggen in njegovi plačanci in verjetno pretopili. Vojaki so oropali skoraj celotno cerkveno zakladnico in uničili okna in dele notranjosti cerkve.
Dostop do zidane grobnice je preko bronastih vrat. Ta je možen le v času praznovanja oktava (10. oktobra). Znotraj so štiri marmorne plošče, ki pokrivajo grobove, v katerih sta legendarna krščanska mučenca Kasij in Florencij, in rojen v 12. stoletju tretji mučenec Malusij. Črne marmorne plošče je leta 1701 podaril kanonik.
- (Vzhodna) Kripta
- Vhod v grobnico
- Grobnica s ploščami

### Zunanjost

#### Martinov relief
Zunaj Münstra se nahaja več spomenikov in umetniških del. Ti so Ernemanna Sandersa bronasti reliefi, ki prikazujejo prizore iz življenja svetega Martina. Štiri reliefe obdaja okvir iz trahita. Leta 1961 je bil ta del stene župnijskega vrta postavljen poleg cerkvenega kora. Fragmenti pilastrov, kapiteli in arhitravi kot bloki kamna so ostanki antične arhitekture. Med izkopavanji v letih 1929-30 so našli temelje srednjeveške cerkve in to v območju kripte in križnega hodnika. »Ti vsi trahitni kamni najbrž izhajajo iz zelo velike, monumentalne zgradbe, katere dvonadstropna zunanja stran je delno obokana in  okrašena s pilastri s korintskimi kapiteli«.  Če je bila ta stavba zgrajena na ozemlju rimskega Bonna, ni znano. Kasnejša postavitev novega Münstra na območju cerkve iz 11. stoletja je to uničila. Kamen so uporabili za gradnjo nove cerkve.
Večji del zgradbe prikazuje tri okrogle obokane niš na eni stranici in le en obokano nišo na drugi. Ti oboki, vsi 165 cm visoki, vendar različno široki (med 80 in 90 centimetrov), so od leta 1983 vključeni v Martinov relief Ernemanna Sanderja. 

#### Tloris stare krstne in župnijske cerkve svetega Martina
Na območju vzhodno od kora Münstra je tlakovan Martinsplatz in asfaltna cesta s pasom iz porfirnih blokov. Ta pas je značilna postavitev stare krstne in župnijske cerkve svetega Martina iz druge četrtine 12. stoletja. Bila je dvonadstropna rotunda s polkrožno apsido na vzhodu in dvonadstropno verando na zahodu nekoliko trapeznega tlorisa. Majhna osrednja zgradba je bila uničena v nevihti leta 1812 in so jo takrat podrli.

#### Pranger
Pred glavnim vhodom v Műnster, na področju trga, stoji Bonnski pranger. Stoji na trahitnih ploščah. Steber je visok 2,70 metra in je sestavljen iz rimskega peščenjaka. Okronan je s trahitno kroglo, z grbom sodnika. Zlomljeno železno sidro na polovici višine stebra je ovratnica. Steber je bil v letu 2005 poškodovan v prometni nesreči in nato obnovljen.

#### Martinov vodnjak
Martinov vodnjak pred zahodnim portalom je leta 1902 naredil berlinski kipar Heinrich Goetschmann (1857-1929).  Vodnjak prikazuje Martini vrvež: prizor prikazuje otroke, ki se trudijo, da bi zbrali gosi za praznik svetega Martina. . Med drugo svetovno vojno so bili bronasti kipi pretopljeni in leta 1958 obnovljeni po starih mavčnih modelih, delo Ingeborg von Rath.

### Orgle
Orgle v zahodni galeriji je leta 1961 izdelal Johannes Klais (Bonn).

### Zvonovi
Zvok je sestavljen iz osmih zgodovinsko pomembnih zvonov. Šest večjih zvonov Martina Legrosa iz Malmedyja je iz leta 1756 in so bili posvečeni 8. decembra istega leta. Bili so zvonovi nekdanje kolegijske cerkve sv. Kasija in Florencija. Štirje večji zvonovi so bili tudi ob nedeljah in praznikih, dva manjša zvonova oznanjata uro. Z rušenjem sosednje župnijske cerkve sv. Martina so dobili tudi njena dva koherentna župnijska zvonova iz 1687 in 1757. 
Dvakrat so bili zvonovi v nevarnosti, da jih uničijo. V vojnah bi jih morali pretopiti. V ta namen so jih odpeljali na pokopališče zvonov v Hamburg. Obakrat so se vrnili. Ko so drugi največji zvon dvigovali, se je strgala vrv in je padel 20 metrov in preživel. Vendar (spodnji rob zvona) je del brona odpadel. Vsi zvonovi visijo v baročnem lesenem zvoniku v 81,4 metra visokem stolpu.
Zvonovi iz leta 1756 predstavljajo pomembno, še popolnoma ohranjeno enoto baročnih zvonov.

## Kraljevo mesto
Bonnski Münster je bil v svoji zgodovini dvakrat priča kronanju nemških kraljev.
Henrik II. Virneburg, kölnski nadškof, je okronal 1322 Friderika III. (znan kot Lepi) za nemškega kralja, ko je bil predhodno za kralja izvoljen njegov bratranec Ludvik IV. in kronan v Aachnu leta 1314. Sledila je vojna, temu pa je Friderikovo ujetništvo v rokah Ludvika vse do 1325, ko sta se dogovorila za sovladanje.
Drugo kronanje je potekalo 26. novembra 1346. Tokrat je kronal nadškof Walram von Jülich na zahtevo in vztrajanje papeža, mejnega grofa Karla Moravskega za anti-kralja. Karel IV., kot se je sam klical od tedaj dalje, je bil leta 1355 okronan za cesarja v Rimu in ustanovitelj prve nemške univerze - velja za največjega vladarja poznega srednjega veka.

## Basilica minor
Na binkoštno nedeljo 1956 je apostolski nuncij Svetega sedeža, nadškof Alojzij Muench, povzdignil Münster v papeško baziliko minor. »Münster je zaradi svoje zgodovinske preteklosti, lepote in monumentalnosti najbolj dragocen spomenik v mestu«, je zapisal papež Pij XII. ko je utemeljiv tak predlog.

## Restavratorska dela
Trenutno (od leta 2016) se izvajajo obsežna obnovitvena dela na in v Münstru, za katere se pričakuje, da bodo stala približno 20 milijonov evrov. Cerkev naj bi bila od leta 2017 popolnoma zaprta približno dve leti in pol.